# Rectoria del Torn
La Rectoria del Torn és un edifici del municipi de Sant Ferriol (Garrotxa) inclosa en l'Inventari del Patrimoni Arquitectònic de Catalunya.

## Descripció
La vella rectoria del Torn està unida a l'església de Sant Andreu pel costat de ponent. És de planta rectangular i ampli teulat a dues aigües amb els vessants vers les façanes principals. Disposa de baixos i dos pisos superiors. La façana més remarcable mira a migdia, lloc on hi veiem una gran porta adovellada i avui dia cegada, així com una antiga llinda amb la següent inscripció: "18[±]82/IHS/IOAN HOSTENGH RECTOR"
El primer pis disposa de finestres rectangulars, obertes en diferents moments, coincidint amb les nombroses reformes que s'hi ha portat a terme; l'obertura central presenta senzilles decoracions gòtiques i la finestra de llevant conserva la següent data: "1599"
Aquest edifici fou bastit amb pedra poc treballada del país, llevat dels carreus ben treballats que s'empraren per fer algunes de les seves obertures.